# 다키정
다키정(일본어: 多気町)은 일본 미에현 다키군의 정이다. 면적은 103.17km2이고 인구는 2009년 11월 1일 기준으로 15,501명이다. 2006년 1월 1일에 세이와촌과 합병하였다.

## 지리
미에현의 거의 중앙에 위치한 내륙의 정으로 바다와 접하지 않는다. 정내를 주오 구조선이 지나고 있다.

## 역사
- 1955년 3월 31일 - 다키정이 성립하였다.
- 1955년 4월 15일 - 세이와촌이 성립하였다.
- 2006년 1월 1일 - 다키정과 세이와촌이 대등 합병해 새로운 다키정이 성립하였다.

## 인구
| 연도 | 인구   | ±%     |
| ---- | ------ | ------ |
| 1950 | 20,683 | —      |
| 1960 | 18,537 | −10.4% |
| 1970 | 16,159 | −12.8% |
| 1980 | 16,054 | −0.6%  |
| 1990 | 15,691 | −2.3%  |
| 2000 | 16,149 | +2.9%  |
| 2010 | 15,436 | −4.4%  |

## 교통

### 철도
- 서일본 여객철도
  - 기세이 본선
    - (← 마쓰사카시 도쿠와역) - 다키역 - 오카역 - 사나역 - (오다이정 도치하라역 →)

  - 산구선
    - 다키역 - 도키다역 - (다마키정 다마루역 →)

### 도로
- 이세 자동차도(일본어판)
- 기세이 자동차도(일본어판)
- 국도 42호선
- 국도 제368호선 (일본)(일본어판)